# Zbigniew Zakrzewski
Zbigniew Zakrzewski, född 26 januari 1981 i Poznań i Polen, är en polsk fotbollsspelare som för närvarande spelar som anfallare för den polska fotbollsklubben Miedź Legnica.
Zakrzewski gjorde sin debut som proffs i polska Lech Poznań, då de spelade i den näst högsta divisionen i polska fotbollsilgan, under säsongerna 2000/2001 och 2001/2002. I den andra av säsongerna flyttade Zakrzewski till Obra Kościan där han spelade fram tills våren 2002. Sedan spelade han för Warta Poznań och efter det i Aluminium Konin under 2002/2003. I 2003 återvände han hem till Lech Poznań och 2004 vann de polska cupen och polska supercupen. Zakrzewski spelade sammanlagt 96 matcher för Lech Poznań och gjorde 27 mål i Orange Ekstraklasa. Han skrev i juni 2007 på för sin nuvarande klubb FC Sion i schweiziska ligan.